# Kelly Gunther
Kelly Gunther (Lorain, 14 augustus 1987) is een Amerikaanse voormalig schaatser. Op haar zesde begon ze met schaatsen, in het begin deed ze alleen aan figuurschaatsen, maar later ook aan afstanden schaatsen.

## Biografie
Op de wereldkampioenschappen inline-skaten 2006 won Gunther samen met Brittany Bowe en Jessica Smith een gouden medaille op de 5000 meter aflossing. Eind 2009 maakte ze de overstap naar het schaatsen waar ze zich toelegde op de sprintafstanden. Haar debuut in de World Cup maakte ze op 12 december 2009 op haar thuisbaan in Salt Lake City.
Tijdens de Olympische Winterspelen 2010 dacht Gunther haar debuut in het prof-schaatsen te maken, maar doordat er onverwacht een oud-schaatser toch meedeed werd ze in de reservestoel geplaatst die niet gebruikt werd. Nadat ze in maart 2010 een blessure kreeg werd ze weer voor een langere tijd uitgeschakeld. In november 2011 was ze weer volledig hersteld waarna ze ook meteen in die maand 2 persoonlijke records. Ze werd in seizoen 2011/12 derde op het nationaal kampioenschap tijdens de 1000 meter.
Tijdens de Olympische Winterspelen 2014 werd ze op de 1000 meter 33e. Op 5 maart 2016 maakt ze haar debuut op het Wereldkampioenschappen schaatsen allround 2016. Na 2018 stopte ze met haar schaatscarrière.

## Persoonlijke records
| Afstand    | Tijd    | Datum            | Baan           |
| ---------- | ------- | ---------------- | -------------- |
| 500 meter  | 39,14   | 5 november 2011  | Salt Lake City |
| 1000 meter | 1.16,43 | 29 december 2013 | Salt Lake City |
| 1500 meter | 1.58,65 | 27 oktober 2013  | Salt Lake City |
| 3000 meter | 4.16,27 | 2 november 2012  | Milwaukee      |
| 5000 meter | 7,43,77 | 31 december 2012 | Salt Lake City |

## Resultaten
| Jaar | WK Allround             | WK Afstanden                         | Olympische Spelen |
| ---- | ----------------------- | ------------------------------------ | ----------------- |
| 2014 |                         |                                      | 33e 1000m         |
|      |                         |                                      |                   |
| 2016 | NC22 (15e, 23e, 21e, -) |                                      |                   |
| 2017 |                         | 23e 1000m 24e 1500m 6e achtervolging |                   |